# Омар Кампорезе
Омар Кампорезе (італ. Omar Camporese; нар. 8 травня 1968) — колишній італійський тенісист.
Найвищу одиночну позицію світового рейтингу — 18 місце досяг 10 лютого 1992, парну — 27 місце — 13 січня 1992 року.
Здобув 2 одиночні та 5 парних титулів.
Найвищим досягненням на турнірах Великого шолома було 4 коло в одиночному розряді.
Завершив кар'єру 1998 року.

## Фінали за кар'єру

### Одиночний розряд (2–1)
| Легенда                  |
| Великий шлем (0–0)       |
| Tennis Masters Cup (0–0) |
| Серія Мастерс ATP (0–0)  |
| Тур ATP (2–1)            |

| Результат | W/L | Дата     | Турнір                 | Покриття  | Суперник               | Рахунок       |
| --------- | --- | -------- | ---------------------- | --------- | ---------------------- | ------------- |
| Поразка   | 0–1 | Сер 1990 | Сан-Марино, Сан-Марино | Ґрунт     | Гільєрмо Перес Рольдан | 3–6, 3–6      |
| Перемога  | 1–1 | Лют 1991 | Роттердам, Нідерланди  | Килим (i) | Іван Лендл             | 3–6, 7–6, 7–6 |
| Перемога  | 2–1 | Лют 1992 | Мілан, Італія          | Килим (i) | Горан Іванишевич       | 3–6, 6–3, 6–4 |

### Парний розряд (5–4)
| Результат | W/L  | Дата     | Турнір                     | Покриття  | Партнер            | Суперники                           | Рахунок       |
| --------- | ---- | -------- | -------------------------- | --------- | ------------------ | ----------------------------------- | ------------- |
| Поразка   | 0–1  | Жов 1989 | Базель, Швейцарія          | Килим     | Клаудіо Медзадрі   | Удо Ріглевскі Міхаель Штіх          | 3–6, 6–4, 0–6 |
| Перемога  | 1–1  | Лют 1990 | Мілан, Італія              | Килим (i) | Дієго Наргісо      | Том Нейссен Удо Ріглевскі           | 6–4, 6–4      |
| Поразка   | 1–2. | Кві 1990 | Estoril Open, Португалія   | Ґрунт     | Паоло Кане         | Серхіо Касаль Еміліо Санчес Вікаріо | 5–7, 6–4, 5–7 |
| Перемога  | 2–2  | Кві 1990 | Мадрид, Іспанія            | Ґрунт     | Хуан Карлос Багена | Андрес Гомес Хав'єр Санчес          | 6–4, 3–6, 6–3 |
| Поразка   | 2–3  | Лип 1990 | Гштад, Швейцарія           | Ґрунт     | Хав'єр Санчес      | Серхіо Касаль Еміліо Санчес Вікаріо | 3–6, 6–3, 5–7 |
| Перемога  | 3–3  | Лют 1991 | Мілан, Італія              | Килим (i) | Горан Іванишевич   | Том Нейссен Цирил Сук               | 6–4, 7–6      |
| Перемога  | 4–3  | Тра 1991 | Рим, Італія                | Ґрунт     | Горан Іванишевич   | Люк Єнсен Лорі Вордер               | 6–2, 6–3      |
| Перемога  | 5–3  | Чер 1991 | Манчестер, Велика Британія | Трава     | Горан Іванишевич   | Нік Браун Ендрю Кастл               | 6–4, 6–3      |
| Поразка   | 5–4  | Лип 1991 | Штутгарт, Німеччина        | Ґрунт     | Горан Іванишевич   | Веллі Месур Еміліо Санчес Вікаріо   | 6–4, 3–6, 4–6 |